# Sottozero - Morte e rinascita di un uomo in gabbia
Sottozero - Morte e rinascita di un uomo in gabbia è uno spettacolo teatrale scritto da Antonio Mocciola e diretto da Sandro Dionisio. L'opera è ispirata alla storia vera di Pietro Ioia e intende rappresentare il fallimento nella missione di rieducazione che un istituto carcerario dovrebbe svolgere.

## Trama
Sottozero è la storia di un ragazzo napoletano che invecchia in carcere e ne esce dopo 22 anni, raccontando le ingiustizie subite.